# Die Geigenspielerin
Die Geigenspielerin ist ein lebensgroßes Gemälde des deutschen Malers Lovis Corinth. Das Porträt zeigt Margarete Matschalk, die spätere Ehefrau Gerhart Hauptmanns, und wurde im Jahr 1900 gemalt. Heute befindet es sich als Dauerleihgabe in den Kunstsammlungen Chemnitz.

## Bildbeschreibung
Das Bild zeigt ganzfigurig eine junge Frau, die stehend eine Violine spielt. Den Hintergrund bildet ein blau-grüner Vorhang mit einem Blumenmuster und einer goldenen Kordel; die dahinter befindliche Wand und der Fußboden sind in einem dunklen Grün gehalten. Nach Zieglgänzberger 2008 deuten der zugezogene Vorhang „mit geschwungenem und japanisch anmutendem Blumendekor“ und die „unklare Raumsituation“ auf eine „intime Abend- oder Nachtvorstellung der Violinistin“ hin. Die Frau trägt ein buntes Kleid (im Werkverzeichnis als „farbenreiches Kleid“ beschrieben) mit sehr grob dargestellten roten, blauen, grünen und orangefarbenen Farbpartien, weit ausladenden grünen Puffärmeln und hohem Kragen; im Bereich der Taille wird es von einem Gürtel zusammengehalten. Die Haare sind zu einer Frisur hochgesteckt. Durch die Gesamtdarstellung des Porträts wirkt die Musikerin auf dem Bild „nahezu schwerelos“, gesteigert durch die „ballonartigen Puffärmel“.
Die Frau ist leicht gedreht gemalt und weist dem Betrachter so ihre rechte Körperseite zu; sie schaut den Betrachter nicht direkt an, sondern wirkt in das Musikspiel vertieft. Unter dem Kleid ist nur eine einzelne Schuhspitze zu erkennen. Mit der rechten Hand hält sie den Geigenbogen, der auf den Saiten aufliegt, die linke Hand befindet sich auf dem Griffbrett.
Am rechten Bildrand in der Mitte, unter dem linken Ärmel, ist das Gemälde mit den Worten
Lovis Corinth 1900
signiert.

## Hintergrund

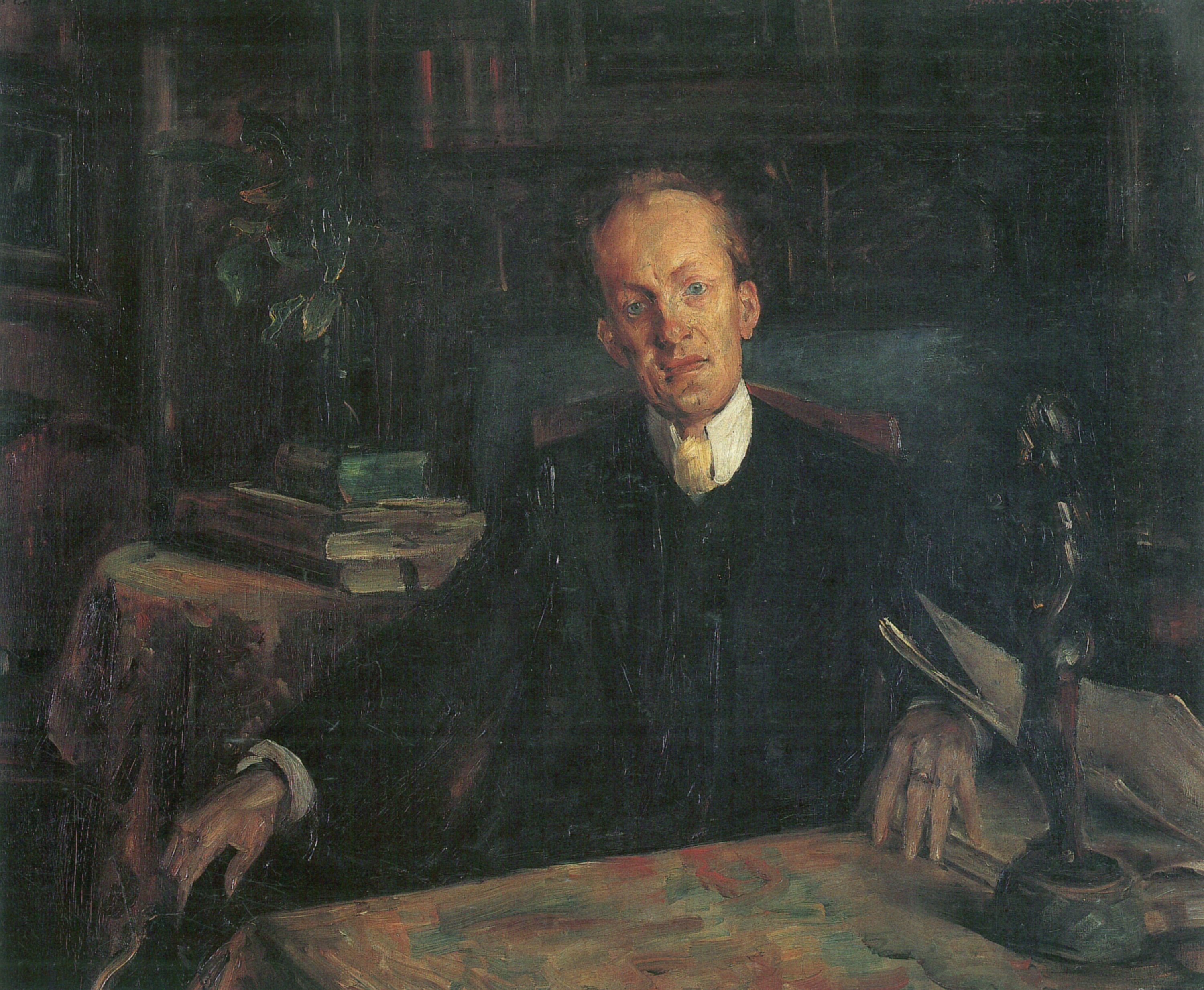
Porträt Gerhart Hauptmann

Bei der porträtierten Frau handelte es sich um die damalige Lebensgefährtin Gerhart Hauptmanns Margerete Marschalk, die seit etwa 1894 bei diesem wohnte und ihn 1904 heiratete. Das Porträt entstand nach einer Arbeit für Hauptmann, der Corinth mit einem Porträt von ihm  beauftragt hatte (Porträt Gerhart Hauptmann, BC 202). Corinth hatte die damals 25-jährige Margerete Marschalk hier sowie bei Treffen des von Walter Leistikow gegründeten „Gerhart Hauptmanns Freundschafts- und Rosenbundes“ kennengelernt.
Corinth entschloss sich, nach der Fertigstellung des Auftragsporträts auch von ihr ein Porträt anzufertigen. Er schrieb am 23. Oktober 1900 einen Brief an den Arzt und Sammler A. Ulrich in Leipzig:

„Ich habe jetzt Gerhart Hauptmann gemalt und werde jetzt wohl etwas Weibliches malen, aber man blos so. Bestellungen in Gold und Silber sind noch nicht vorhanden.“

Aus dem Brief geht hervor, dass er das lebensgroße Porträt der Frau aus eigenem Antrieb und Interesse, und nicht als Auftragsarbeit anfertigte. Das Bild entstand in der Wohnung Hauptmanns in Berlin-Grunewald. Am 5. November schrieb Corinth in einem weiteren Brief zu einer Terminabsprache an A. Ulrich:

„Nachmittags arbeite ich die ganze Woche in Grunewald das Portrait v. G. H. Frau.“

## Provenienz
Die Geigenspielerin wurde zuerst von Henry B. Simms für dessen Sammlung gekauft, ging anschließend jedoch in den Besitz Hauptmanns über und hing im Teezimmer seines Hauses „Wiesenstein“ in Agnetendorf. Sein Sohn Benvenuto Hauptmann (1903–1965) übernahm das Bild in seinen Besitz, später kam es in eine Privatsammlung in Bochum.

## Belege
1. 1 2 3 4  Roman Zieglgänzberger: Die Geigenspielerin. In: Ulrike Lorenz, Marie-Amélie zu Salm-Salm, Hans-Werner Schmiedt (Hrsg.): Lovis Corinth und die Geburt der Moderne. Kerber Verlag Bielefeld 2008; S. 210–211. ISBN 978-3-86678-177-1.
2. 1 2 3 4 5  Charlotte Berend-Corinth: Lovis Corinth. Werkverzeichnis. Neu bearbeitet von Béatrice Hernad. Bruckmann Verlag, München 1958, 1992; BC 196, S. 83. ISBN 3-7654-2566-4.
3. 1 2  Thomas Corinth: Lovis Corinth. Eine Dokumentation. Zusammengestellt und erläutert von Thomas Corinth. Verlag Ernst Wasmuth, 1979. S. 63. ISBN 3-8030-3025-0.
4. 1 2  Peter-Klaus Schuster, Christoph Vitali, Barbara Butts (Hrsg.): Lovis Corinth.  Prestel München 1996; S. 140. ISBN 3-7913-1645-1.